# Killerball (datorspel)
Killerball är ett action-/sportdatorspel, lanserat 1989 av datorspelföretaget Microïds. I spelet spelar ett lag med 5 rullskridskoåkande spelare amerikansk fotboll i en cirkulär rink och de ska lägga bollen i motståndarlagets hål. För att ta bollen ifrån en motståndare måste man slå ner honom.